# Port lotniczy Ganzhou-Huangjin
Port lotniczy Ganzhou-Huangjin (IATA: KOW, ICAO: ZSGZ) – port lotniczy położony 16 km na zachód od Ganzhou, w prowincji Jiangxi, w Chińskiej Republice Ludowej.

## Linie lotnicze i połączenia
| Linia Lotnicza          | Kierunek                                                                                  |
| ----------------------- | ----------------------------------------------------------------------------------------- |
| China Eastern Airlines  | 1. Qingdao 2. Szanghaj-Hongqiao 3. Szanghaj-Pudong                                        |
| China Southern Airlines | 1. Pekin-Daxing                                                                           |
| Dalian Airlines         | 1. Pekin                                                                                  |
| Loong Air               | 1. Guiyang 2. Ningbo                                                                      |
| Lucky Air               | 1. Chengdu-Tianfu 2. Haikou 3. Hangzhou 4. Hefei 5. Jinan 6. Kunming 7. Lijiang 8. Nankin |
| Okay Airways            | 1. Changsha                                                                               |
| Sichuan Airlines        | 1. Chengdu-Tianfu 2. Sanya 3. Taiyuan                                                     |
| Tianjin Airlines        | 1. Xi’an 2. Zhuhai                                                                        |
| Urumqi Air              | 1. Nanning 2. Zhengzhou                                                                   |
| West Air                | 1. Chongqing                                                                              |